# Grand-Canyon-Bahn
Die Grand-Canyon-Bahn war eine Stahlachterbahn im Westernthemenbereich des Brühler Freizeitparks Phantasialand, die 2001 infolge eines Großbrandes abgerissen werden musste.

## Zugtechnik und Streckenführung
Die Grand-Canyon-Bahn gehörte zu den sogenannten Powered Coastern, sie besaß zur Aufnahme von Geschwindigkeit also keinen Lifthill mit anschließenden Abfahrten, sondern einen permanenten Antrieb durch Elektromotoren, die auf ein ziehendes und ein schiebendes Aggregat verteilt waren. Die nötige Stromversorgung war in den Schienen integriert. Die Strecke verlief nahe dem Boden und konnte in weniger als 25 Sekunden durchfahren werden. Um die Fahrt zu verlängern, wurden jedoch mehrere Runden hintereinander absolviert, sodass immer nur ein Zug eingesetzt werden konnte.

## Umgebung der Grand-Canyon-Bahn
Die Grand-Canyon-Bahn war zusammen mit der Gebirgsbahn, etwas Bepflanzung und Teilen des Phantasialand-Jets, in dem die Besucher durch den Park geführt wurden, in einem künstlichen Bergmassiv aus Holz und Kunststoff untergebracht. 1975 wurde die Gebirgsbahn eröffnet, im Jahr darauf wurde aus Gründen des Lärmschutzes das Bergmassiv hinzugefügt. 1978 konnte schließlich auch die Grand-Canyon-Bahn den Besuchern übergeben werden. Zu diesem Zeitpunkt hießen die Attraktionen noch Bobbahn 1 und Bobbahn 2. Auf Grund ihrer niedrigen Streckenführung war die Grand-Canyon-Bahn von außen kaum zu erkennen, gut sichtbar waren hingegen der Lifthill und die erste Abfahrt der Gebirgsbahn.